# 왁자지껄 서인입니다
왁자지껄 서인입니다는 MBC 표준FM에서 오후 9시 35분부터 오후 9시 45분까지 MBC 서인 아나운서 진행으로 방송되는 라디오 프로그램이다. 리포터는 고경봉, 신유경, 박윤경, 이하나가 출연했다.
2012년 1월 MBC 표준FM 부분개편으로 창사특집 프로그램 창사특집 MBC와 나가 폐지되면서 신설된 프로그램으로
제목 그대로 여러 이야기를 해보는 프로그램이었다. 같은 해 10월 가을개편으로 인해 9개월만에 폐지되었다.